# Jean Paul Pineda
Jean Paul Jesús Pineda Cortés (ur. 24 lutego 1989 w Santiago) – chilijski piłkarz występujący na pozycji napastnika w Córdoba CF.